# Lista światowego dziedzictwa UNESCO na Samoa
Lista światowego dziedzictwa UNESCO na Samoa – lista miejsc na Samoa wpisanych na listę światowego dziedzictwa UNESCO, ustanowionej na mocy Konwencji w sprawie ochrony światowego dziedzictwa kulturowego i naturalnego, przyjętej przez UNESCO na 17. sesji w Paryżu 16 listopada 1972 i ratyfikowanej przez Samoa 28 sierpnia 2001 roku.
Obecnie (stan na 2023 rok) na liście znajduje się 0 obiektów.
Na samoańskiej liście informacyjnej UNESCO – liście obiektów, które Samoa zamierza rozpatrzyć do zgłoszenia do wpisu na listę światowego dziedzictwa, znajdują się 2 obiekty (stan na 2023 rok).

## Obiekty na samoańskiej liście informacyjnej UNESCO
Poniższa tabela przedstawia obiekty na samoańskiej liście informacyjnej UNESCO:
Nr ref. – numer referencyjny UNESCO;
Obiekt – polskie nazwa obiektu wraz z jej angielskim oryginałem na samoańskiej liście informacyjnej;
Położenie – miasto, dystrykt; współrzędne geograficzne;
Typ – klasyfikacja według zgłoszenia:
- kulturowe (K),
- przyrodnicze (P),
- kulturowo–przyrodnicze (K,P);

Rok wpisu – roku wpisu na listę informacyjną;
Opis – krótki opis obiektu wraz z informacjami o jego zagrożeniu.
| Nr ref. | Obiekt                                                                                          | Zdjęcie | Położenie | Typ              | Rok  | Opis |
| ------- | ----------------------------------------------------------------------------------------------- | ------- | --- | ---------------- | ---- | --- |
| 5090    | Zatoka Fagaloa – Strefa Chroniona Uafato Tiavea Fagaloa Bay - Uafato Tiavea Conservation Zone   |         | Dystrykt Vaʻa-o-Fonoti 13°55′44″S 171°32′35″W/-13,929000 -171,543000 | K, P (v)(vii)(x) | 2006 | Zatoka zlokalizowana na północno-wschodnim wybrzeżu wyspy Upolu. Pod ochroną znajduje się tutejszy las oraz ptaki zamieszkujące go.                                                             |
| 5091    | Krajobraz kulturowy Manono, Apolima oraz Nuulopa Manono, Apolima and Nuulopa Cultural Landscape |         | Dystrykt Aiga-i-le-Tai 13°51′00,3″S 172°06′41,3″W/-13,850081 -172,111469 13°49′26″S 172°09′04″W/-13,823889 -172,151111 13°50′32,6″S 172°07′45,5″W/-13,842400 -172,129300 | K (iii)(v)       | 2006 | Są to 3 niewielkie wyspy położone między 2 większymi – Upolu oraz Savaiʻi. Wokół wyspy znajduje się system nienaruszonych raf koralowych, zamieszkałych przez wiele gatunków ryb i skorupiaków. |